# Чукурова (район)
Чукурова (тур. Çukurova) — район в провинции Адана (Турция), часть города Адана. Район был выделен из северо-западной части района Сейхан.